# Pinky Mitchell
Pinky Mitchell (* 1. Januar 1899 in Milwaukee, Wisconsin, USA; † 11. März 1976) war ein US-amerikanischer Boxer. Am 15. Januar 1922 wurde er Erster Universeller Weltmeister im Halbweltergewicht. Diesen Titel hielt er bis 27. März 1925 und konnte ihn insgesamt vier Mal verteidigen.